# ブルナ (小惑星)
ブルナ (290 Bruna) は小惑星帯にある小さな小惑星の一つ。
1890年3月20日にウィーンでオーストリアの天文学者ヨハン・パリサによって発見され、チェコ（当時はオーストリア領）の都市ブルノにちなんで命名された。